# René Auberjonois
Pour les articles homonymes, voir René Auberjonois (homonymie) et Auberjonois.
 (octobre 2019).
Si vous disposez d'ouvrages ou d'articles de référence ou si vous connaissez des sites web de qualité traitant du thème abordé ici, merci de compléter l'article en donnant les références utiles à sa vérifiabilité et en les liant à la section « Notes et références ».
René Auberjonois est un acteur américain né le 1er juin 1940 à Manhattan (État de New York) et mort le 8 décembre 2019 à Los Angeles (Californie).
Il est surtout connu pour avoir incarné Odo dans la série télévisée Star Trek : Deep Space Nine ainsi que Paul Lewinston dans Boston Justice. Il a également prêté sa voix à de nombreux personnages de films, séries d'animation et jeux vidéo, dont notamment à Mr House dans le jeu Fallout: New Vegas (2010) et à Janos Audron dans la série de jeux Legacy of Kain (2001-2003).

## Biographie
Son père est le journaliste d'origine suisse naturalisé américain Fernand Auberjonois (1910-2004). Son grand-père est le peintre René Auberjonois (1872-1957). Par sa mère, la princesse Laure Murat (1913-1986), il descend de Joachim Murat et Caroline Bonaparte.
René Auberjonois a deux enfants : Tessa Auberjonois et Remy-Luc Auberjonois (en), né le 21 janvier 1974, lui aussi acteur surtout connu pour ses rôles récurrents dans les séries télévisées Weeds et Mad Men.
René Auberjonois meurt le 8 décembre 2019 à son domicile de Los Angeles d'un cancer du poumon métastatique, selon la déclaration de son fils Remy-Luc Auberjonois à l'Associated Press.

## Filmographie

### Cinéma
- 1964 : Lilith de Robert Rossen : Howie
- 1968 : Petulia de Richard Lester : Salesman
- 1970 : MASH de Robert Altman : père John Patrick « Dago Red » Mulcahy
- 1970 : Brewster McCloud de Robert Altman : le lecteur
- 1971 : John McCabe (McCabe & Mrs. Miller) de Robert Altman : Sheehan
- 1972 : Images de Robert Altman : Hugh
- 1972 : Pete 'n' Tillie de Martin Ritt : Jimmy Twitchell
- 1975 : L'Odyssée du Hindenburg (The Hindenburg) de Robert Wise : major Napier
- 1976 : Le Bus en folie (The Big Bus) : père Kudos
- 1976 : King Kong de John Guillermin : Roy Bagley
- 1978 : Les Yeux de Laura Mars (Eyes of Laura Mars) d'Irvin Kershner : Donald Phelps
- 1980 : Where the Buffalo Roam d'Art Linson : Harris From the Post
- 1982 : La Dernière Licorne de Jules Bass et Arthur Rankin Jr. : le Crâne (voix)
- 1983 : Teenage Tease de Richard Erdman
- 1986 : Class 89 (es) (3:15) de Larry Gross (en) : principal Horner
- 1987 : Walker d'Alex Cox : major Siegfried Hennington
- 1988 : Police Academy 5 : Débarquement à Miami Beach (Police Academy 5: Assignment: Miami Beach) d'Alan Myerson : Tony
- 1988 : My Best Friend Is a Vampire (en) de Jimmy Huston : Modoc
- 1988 : Little Nemo: Adventures in Slumberland de Masami Hata : professeur Genius / Roi des cauchemars (voix)
- 1989 : The Feud de Bill D'Elia : Reverton
- 1989 : La Petite Sirène (The Little Mermaid) de John Musker et Ron Clements : chef Louis (voix)
- 1991 : Star Trek 6 : Terre inconnue (Star Trek VI: The Undiscovered Country) de Nicholas Meyer : colonel West
- 1993 : The Ballad of Little Jo de Maggie Greenwald : Streight Hollander
- 1995 : Batman Forever de Joel Schumacher : Dr Burton
- 1997 : Los Locos de Jean-Marc Vallée : le Président
- 1997 : Danny, le chat superstar (Cats Don't Dance) de Mark Dindal : Flanigan (voix)
- 1997 : Snide and Prejudice (en) de Philippe Mora : Dr Sam Cohen
- 1998 : Fievel et le Trésor perdu (An American Tail: The Treasure of Manhattan Island) de Larry Latham (en) : Dithering (voix)
- 1999 : Inspecteur Gadget (Inspector Gadget) : Artemus Bradford
- 2000 : The Patriot : Le Chemin de la liberté (The Patriot) de Roland Emmerich : révérend Oliver
- 2000 : La Petite Sirène 2 (The Little Mermaid II: Return to the Sea) : Chef Louis (voix)
- 2000 : We All Fall Down de Martin Cummins : Tim
- 2000 : Joseph, le roi des rêves : négociant de chevaux (voix)
- 2001 : Burning Down the House de Philippe Mora
- 2001 : Princesse malgré elle (The Princess Diaries) de Garry Marshall : Edouard Christoff Philippe Gérald Renaldi, prince de Génovie (voix)
- 2002 : La Légende de Tarzan et Jane (Tarzan & Jane) : Renard Dumont (voix)
- 2002 : Le Royaume des chats (The Cat Returns) de Hiroyuki Morita : Natori (voix)
- 2004 : Folles Funérailles (Eulogy) de Michael Clancy : Parson Banks
- 2005 : Geppetto's Secret de Mark Schimmel : M.. Sneap (voix)
- 2005 : L'Incroyable Histoire de Stewie Griffin (Family Guy Presents: Stewie Griffin - The Untold Story) : Odo (voix)
- 2016 : Certaines femmes (Certain Women) de Kelly Reichardt : Albert
- 2019 : First Cow de Kelly Reichardt : l'homme au corbeau

### Télévision

#### Téléfilms
- 1971 : Once Upon a Dead Man : Andre Stryker
- 1971 : The Birdmen (en) : Halden Brevik / Olav Volda
- 1973 : Shirts/Skins : Sidney Krebs
- 1973 : Incident at Vichy : Monceau
- 1974 : King Lear : Edgar
- 1976 : Panache : Panache
- 1979 : Once Upon a Midnight Scary : Ichabod Crane
- 1979 : Le Retour des Mystères de l'Ouest : Sir David Edney
- 1980 : Encore plus de Mystères de l'Ouest : Sir David Edney
- 1982 : The Kid from Nowhere : Howard
- 1986 : Noël dans la montagne magique (A Smoky Mountain Christmas) : Ned
- 1986 : La Hotte magique (The Christmas Star) : Sumner
- 1988 : Longarm : gouverneur Lew Wallace
- 1989 : Un Yankee à la cour du roi Arthur (A Connecticut Yankee in King Arthur's Court) : Merlin
- 1991 : Absolute Strangers : Quinn
- 1991 : The Lost Language of Cranes : Geoffrey Lane
- 1992 : Ned Blessing: The True Story of My Life : Marquis
- 1992 : Wild Card : Jake Spence
- 1992 : Les Routes de la liberté (The Sands of Time)
- 2000 : Sally Hemings: An American Scandal : James Callender
- 2000 : Gepetto : le professeur Buonragazzo

#### Séries télévisées
- 1962 : Les Jetson (The Jetsons) : voix additionnelles
- 1972 : The Flintstones Comedy Hour: voix additionnelles
- 1977 : The Rhinemann Exchange : Dr Eugene Lyons
- 1977 : Super Jaimie, épisode Le Coup de Dijon (2.19) : le faussaire, Pierre Lambert.
- 1978 : Les Têtes brûlées (Baa Baa Black Sheep) : 2de classe Hoopper
- 1978 : The Dark Secret of Harvest Home : Jack Stump
- 1979 : Madame Columbo , épisode Le Mystère de l'Interphone (1.1-2) : Monsieur Gérard
- 1979 : Benson : Clayton Runnymede Endicott III (1980-1986)
- 1981 : Les Schtroumpfs (The Smurfs) : voix additionnelles
- 1983 : Reilly: The Ace of Spies
- 1984 : Le Défi des Gobots (Challenge of the GoBots) : Dr Braxis (voix)
- 1984 : SuperFriends: The Legendary Super Powers Show : DeSaad (voix)
- 1984 : Les Snorky (The Snorks) : Dr Strangesnork (voix) / voix additionnelles
- 1985 : It's Punky Brewster (série télévisée) : voix additionnelles
- 1986 : The Super Powers Team: Galactic Guardians (en) : DeSaad (voix)
- 1986 : Le Cheval de feu (Wildfire) : Alvinar (voix)
- 1987 : La Bande à Picsou (DuckTales) : Dr Nogood (voix)
- 1987 : Arabesque, saison 3 épisode 14 (Meurtre en la mineur) : Pr. Harry Papasian
- 1988 : Arabesque, saison 4 épisode 15 (Drame en trois actes) : Capitaine Walker Thorn
- 1989 : Billy the Kid (série télévisée) : voix additionnelles
- 1991 : Le Tourbillon noir (Pirates of Darkwater) : Kangent (voix)
- 1991 : Ashenden : John Quincy Harrington
- 1992 : Marshall et Simon, épisode Les Zombies (#17) : Donald
- 1993-1999 : Star Trek: Deep Space Nine : constable Odo
- 1993 : Mighty Max (série télévisée) : Arachnoid / Dr Stanley Kirby / Nadja (voix)
- 1993 : Lucky Luke : M. Edgar Rockbottom / Mendez (épisode Café Olé)
- 1994 : Le Marsupilami (Marsupilami) : Chef Louie (voix)
- 1994 : Aladdin : Nefir Hasenuf / voix additionnelles
- 1996 : The Savage Dragon : voix additionnelles
- 1996 : Bruno the Kid : Leonard DaLinguini (voix)
- 1996 : Richie Rich : Chef Pierre / professeur Keenbean, Richard Rich Sr.
- 1998 :  Au-delà du réel : L'aventure continue (The Outer Limits), épisode La Terre promise (4.21) : Dlavan
- 1998-1999 : Poltergeist : Les Aventuriers du surnaturel : Milo Javits
- 1999 : Chicago Hope : Dr Walter Kerry (6.3)
- 1999 : Xyber 9: New Dawn  : Xyber 9 (voix)
- 2000 : Frasier : professeur Tewksbury
- 2000 : Stargate SG-1, épisode L'Autre Côté (4.2) : Alar
- 2001 : Disney's tous en boîte (House of Mouse) : Chef Louie (voix)
- 2001 : La Légende Tarzan (The Legend of Tarzan) : Renard Dumont (voix)
- 2002 : Star Trek: Enterprise, épisode Le Vaisseau fantôme (1.20) : l'Ingénieur en chef, père de Liana
- 2003 : Xiaolin Showdown : Master Fung (2003-2004) / narrateur (voix)
- 2004 : Boston Justice : Paul Lewiston
- 2010 : Warehouse 13 : Hugo 1 / Hugo Miller
- 2011 : Esprits criminels, épisode L'Effet Pygmalion 7.9) : colonel Ron Massey
- 2012 : NCIS : Enquêtes spéciales, épisode Phoenix (10.3) : Dr Felix Blackwell
- 2015-2016 : Madam Secretary : Walter Nowack

### Jeux vidéo
- 2001 : Soul Reaver 2 : Janos Audron (voix)
- 2002 : Blood Omen 2 : Janos Audron (voix)
- 2003 : Legacy of Kain: Defiance : Janos Audron (voix)
- 2009 : Uncharted 2: Among Thieves : Karl Schafer (voix)
- 2010 : Fallout New Vegas : Mr House (voix)

## Voix françaises
| - Jean-Pierre Leroux dans : - Les Yeux de Laura Mars - Le Retour des mystères de l'Ouest (téléfilm) - Encore plus de mystères de l'Ouest (téléfilm) - Le Langage perdu des grues (téléfilm) - Le Royaume des chats (voix) - Jacques Ciron (*1928 - 2022) dans : - L'Odyssée du Hindenburg - Arabesque (série télévisée - épisode 4x15) - Lucky Luke (série télévisée - épisode Café Olé) - Bernard Woringer (*1931 - 2014) dans : (les séries télévisées) - Marshall et Simon - Boston Justice - Esprits criminels - Philippe Ogouz (*1939 - 2019) dans : - King Kong - L'Homme de l'Atlantide (série télévisée) - Gérard Rinaldi (*1943 - 2012) dans : - La Petite Sirène (voix - 1er doublage) - Disney's tous en boîte (série d'animation - voix) - Nicolas Marié dans : - La Légende de Tarzan (série d'animation - voix) - La Légende de Tarzan et Jane (voix) - Jean Barney dans : - Legacy of Kain: Soul Reaver 2 (jeu vidéo - voix) - Blood Omen 2: Legacy of Kain (jeu vidéo - voix) | et aussi - Serge Lhorca (*1918 - 2012) dans M*A*S*H* - Dominique Paturel (*1931 - 2022) dans Le Bus en folie - Claude Joseph (*1926 - 1995) dans La Dernière Licorne (voix) - Gérard Hernandez dans Les Schtroumpfs (série d'animation - voix) - Jacques Ferrière (*1932 - 2005) dans Le Défi des Gobots (série d'animation - voix) - Hervé Bellon dans Noël dans la montagne magique (téléfilm) - Patrick Poivey (*1948 - 2020) dans Walker - Laurent Hilling (*1950 - 1999) dans La Bande à Picsou (série d'animation - voix) - Jean-Claude Montalban dans Police Academy 5 : Débarquement à Miami Beach - Peppino Capotondi dans Little Nemo : Les Aventures au pays de Slumberland (voix) - Miguel Angel Jenner dans La Petite Sirène (voix - 2e doublage) - Michel Derain dans Star Trek 6 : Terre inconnue - Yves Barsacq (*1931 - 2015) puis Mario Santini (*1945 - 2001) dans Batman (série d'animation - voix) - Vincent Violette dans La Petite Siréne (série d'animation - voix) - Michel Clainchy dans Star Trek: Deep Space Nine (série télévisée) - Antoine Tomé dans Aladdin (série d'animation - voix) - Philippe Peythieu dans Batman Forever - Philippe Dumat (*1925 - 2006) dans Fievel et le Trésor perdu (voix) - Remy Darcy (*? - 2009) dans Inspecteur Gadget - Michel Prud'homme dans Geppetto (téléfilm) - Yves Beneyton dans The Patriot : Le Chemin de la liberté - Marc Alfos (*1956 - 2012) dans La Petite Sirène 2 : Retour à l'océan (voix) - François Berland dans Princesse malgré elle - Patrice Dozier puis Mathieu Buscatto dans La Ligue des Justiciers (série d'animation - voix) - Jean-Pierre Denys dans Amy (série télévisée) - Patrick Floersheim (*1944 - 2016) dans Xiaolin Showdown (série d'animation - voix) - Patrick Borg dans Legacy of Kain: Defiance (jeu vidéo - voix) - Bernard Métraux dans Duck Dodgers (série d'animation - voix) - Jérôme Rebbot dans L'Incroyable Histoire de Stewie Griffin - Patrick Préjean puis Pierre-François Pistorio dans Avatar, le dernier maître de l'air (série d'animation - voix) - Jean-Claude Donda dans Young Justice (série d'animation - voix) - Patrick Messe dans Scooby-Doo : Du sang froid (téléfilm d'animation - voix) - Marc Perez dans Ben 10 : Omniverse (série d'animation - voix) |